# Neuburxdorf

Lage von Neuburxdorf innerhalb der Stadt Bad Liebenwerda

Neuburxdorf ist ein an der Grünen Heide gelegener Ortsteil der Stadt Bad Liebenwerda im Landkreis Elbe-Elster in Brandenburg und befindet sich etwa 8 Kilometer südwestlich der Stadt.
Das Dorf gehörte bis zur Eingemeindung im Jahr 1993 zum Landkreis Bad Liebenwerda und hat 314 Einwohner (Stand: 31. Dezember 2016).

## Geschichte

### Ursprung und Gründung des Dorfes

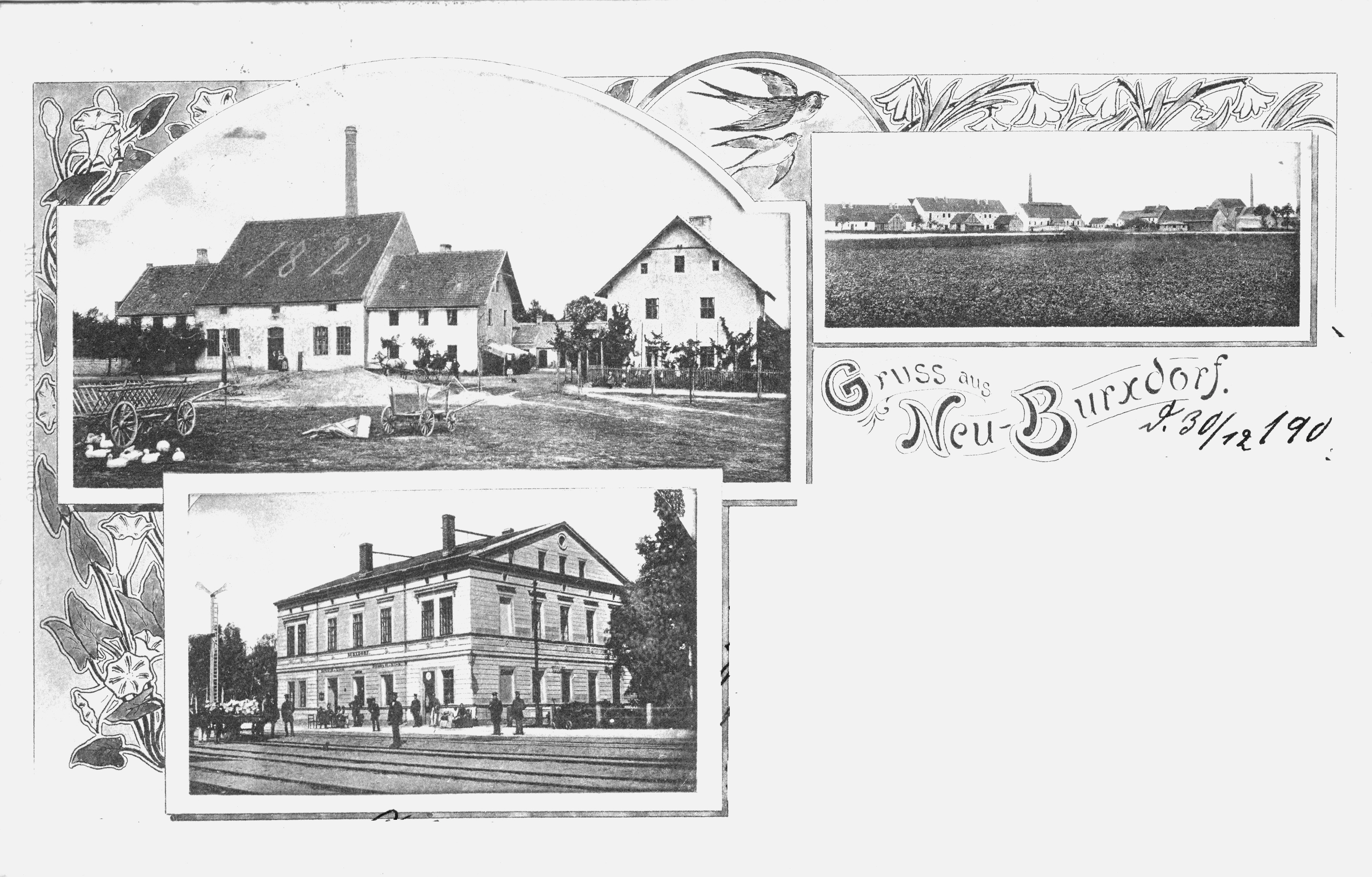
Neuburxdorf um 1900

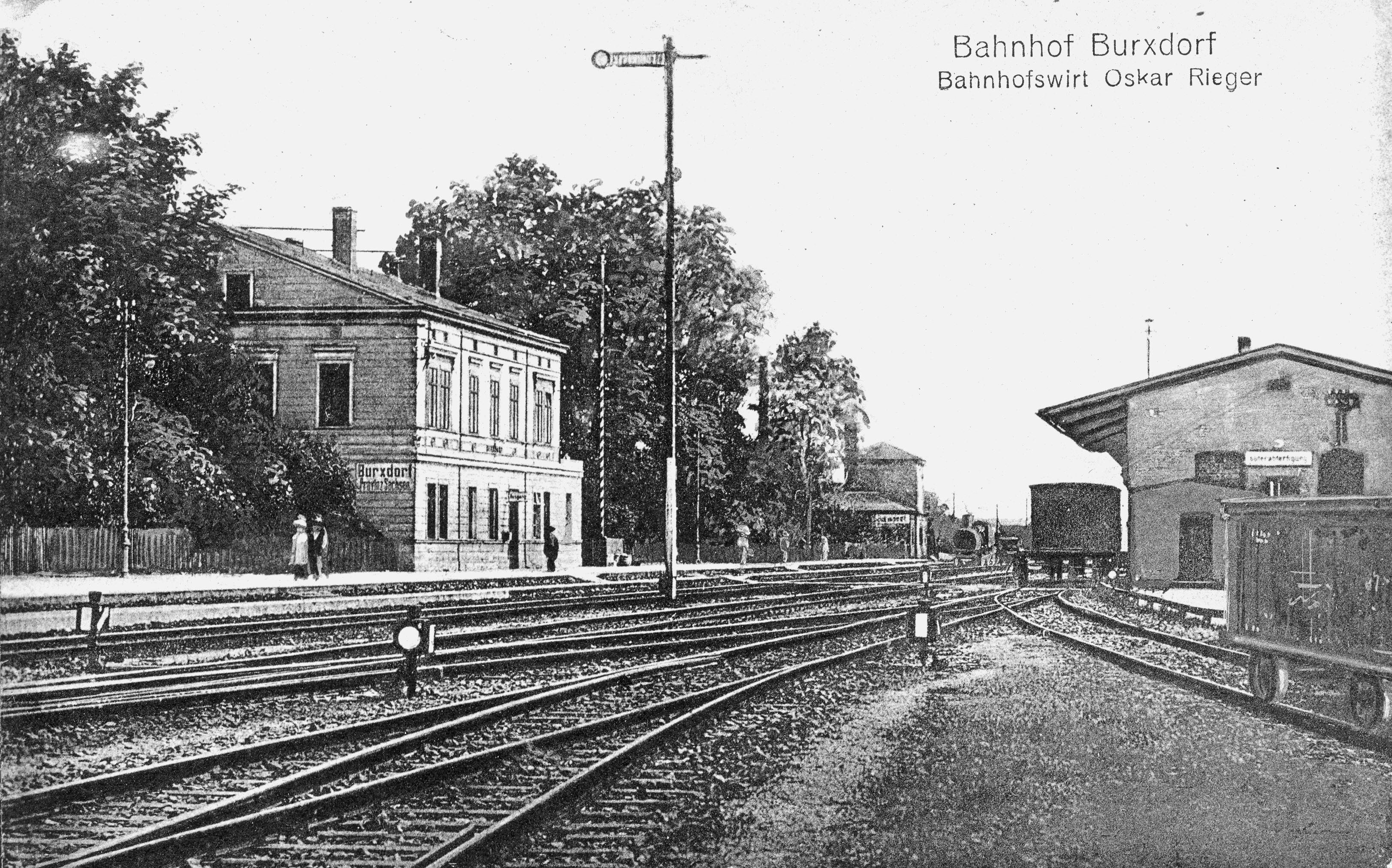
Neuburxdorfer Bahnhof um 1900

Neuburxdorf verdankt seine Entstehung hauptsächlich der 1848 fertiggestellten Bahnstrecke Jüterbog–Röderau, an welcher der Bahnhof Burxdorf eröffnet wurde. In der Nähe des heute Neuburxdorf genannten Bahnhofes entstanden Gewerbe-, Handels- und Fabrikationsunternehmen und so entwickelte sich die Kolonie Bahnhof Burxdorf. 1899 führten die Bestrebungen zu einer kommunalen selbstständigen Gemeinde mit der Genehmigung durch den deutschen Kaiser zum Erfolg und Neuburxdorf konnte sich vom Mutterdorf Burxdorf abspalten. 1902 wurde ein Schulhaus gebaut. 1909 wurde die Bahnstrecke Neuburxdorf–Mühlberg eröffnet. Im Jahr 1913 erhielt der Ort elektrisches Licht. Mit dem Bau der ersten Häuser entstand um 1930 die Siedlung Neuburxdorf.

Neuburxdorf auf einer geschichtlichen Karte des Kreises Liebenwerda (1910).

1939 wurde das Kriegsgefangenenlager Stalag IV B in der Nähe des Dorfes errichtet, das nach der Befreiung durch die Rote Armee 1945 als Speziallager Nr. 1 Mühlberg des NKWD/MWD bis 1948 weitergeführt wurde. Über 3000 Soldaten aus 17 Nationen – die meisten von ihnen sowjetische Soldaten – starben bis 1945 und nach Kriegsende noch einmal fast 7000 Menschen an Unterernährung, Kälte und deren Folgeerkrankungen. Das Gelände beherbergt heute eine Gedenkstätte. Jeden Tag um 18:00 Uhr läutet zu Ehren der Verstorbenen beider Lager die Glocke in der Kapelle auf dem Friedhof Neuburxdorf. Eine Besonderheit ist das von dem französischen kriegsgefangenen Bildhauer Georges Bacincoust bereits 1944 geschaffene Denkmal mit der Jahreszahlangabe „1939–194...“ Die zur Zeit der Herstellung unbekannte Ziffer für das Kriegsende wurde nach der Befreiung eingemeißelt.

### Weitere historische Daten
- 1914–1918: Aus dem Ersten Weltkrieg kehrten 29 Einwohner nicht zurück.
- 1939–1945: Im Zweiten Weltkrieg verloren 39 Einwohner ihr Leben.
- 1973: Bildung des Agrochemischen Zentrums (ACZ)
- 1. Januar 1977: wurden die Orte Burxdorf und Langenrieth eingemeindet.
- 6. Dezember 1993: Eingemeindung von Neuburxdorf in die Stadt Bad Liebenwerda[2]
- 1999: 100-jähriges Ortsjubiläum und Einweihung eines Gedenksteines mit Barockgarten
- 2004: Schließung des Bahnhofs für den Personenverkehr

## Kultur und Sehenswürdigkeiten

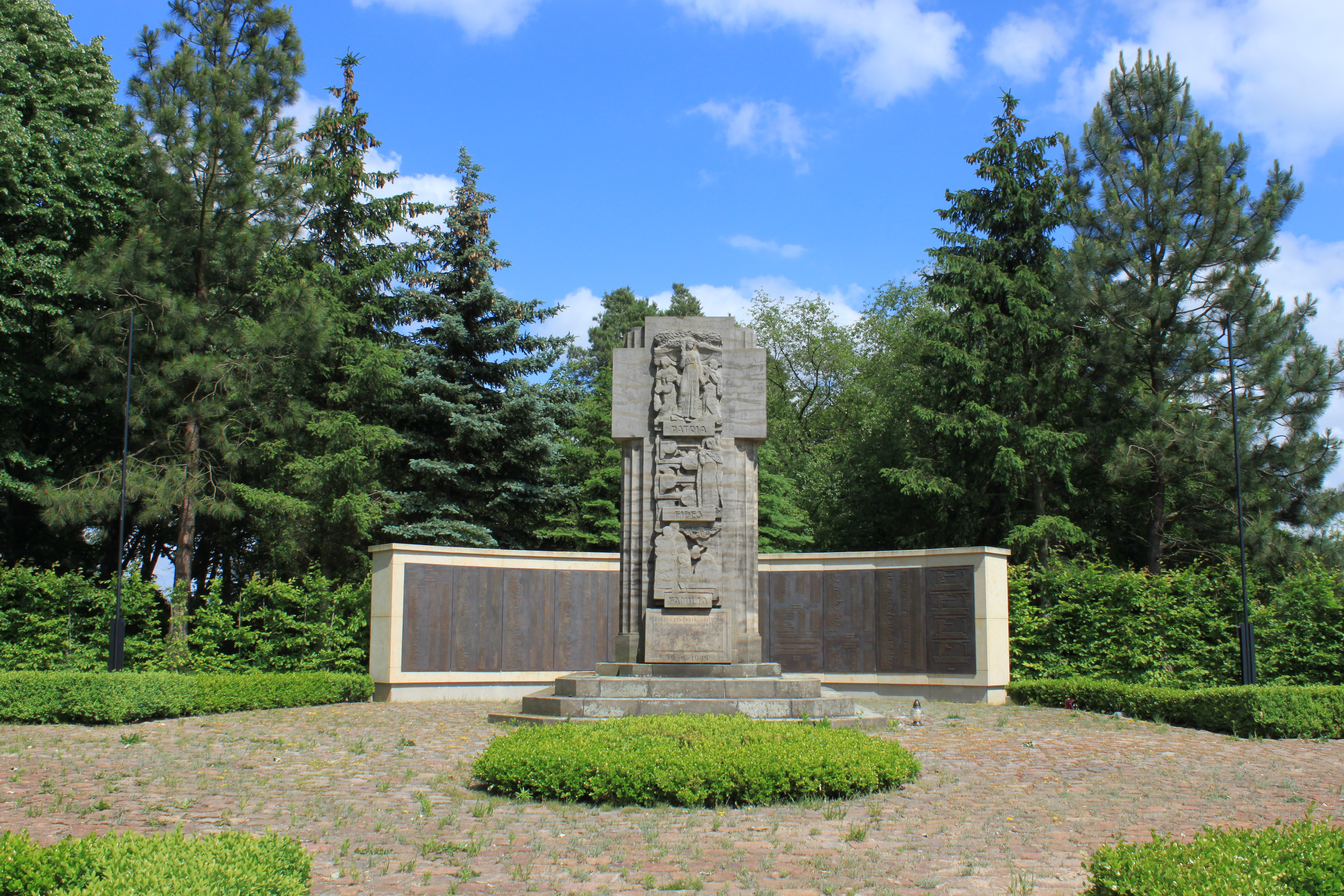
Soldatenfriedhof mit Gedenkstätte

- Gedenkstätte Kriegsgefangenenlager Stalag IV B und sowjetisches Speziallager Nr. 1 Mühlberg
- Soldatenfriedhof Neuburxdorf
- Tiergehege mit Damwild, Fasanengehege und Naturlehrpfad

## Verkehr
Der Bahnhof Neuburxdorf dient als Betriebsbahnhof und liegt an der Bahnstrecke Jüterbog–Röderau. Dort zweigt die Bahnstrecke Neuburxdorf–Mühlberg ab.